# یواس‌اس ایندیپندس (سی‌وی‌ال-۲۲)
یواس‌اس ایندیپندس (سی‌وی‌ال-۲۲) (به انگلیسی: USS Independence (CVL-22)) یک کشتی بود که طول آن ۶۲۳ فوت (۱۹۰ متر) بود. این کشتی در سال ۱۹۴۲ ساخته شد.